# Салехабад (Демавенд)
Салехабад (перс. صالح اباد‎) — село на севере Ирана, в остане Тегеран. Входит в состав шахрестана Демавенд. Является частью дехестана (сельского округа) Джемабруд бахша Меркези.

## География
Село находится в восточной части остана, к югу от автодороги 79, на расстоянии приблизительно 5 километров (по прямой) к юго-востоку от города Демавенд, административного центра шахрестана. Абсолютная высота — 1959 метров над уровнем моря.

## Население
По данным переписи 2006 года население села составляло 28 человек (22 мужчины и 6 женщин). В Салехабаде насчитывалось 12 домохозяйств. Уровень грамотности населения составлял 32,1 %. Уровень грамотности среди мужчин составлял 27,3 %, среди женщин — 50 %.
В 2016 году постоянное население в селе отсутствовало.